# Timotej Mate
Timotej Mate, slovenski nogometaš, * 30. avgust 1996.
Mate je profesionalni nogometaš, ki igra na položaju branilca. Od leta 2023 je član avstrijskega kluba Kalsdorf. Pred tem je igral za slovenske klube Koper, Ankaran in Dravo Ptuj ter avstrijski Gamlitz. Skupno je v prvi slovenski ligi odigral 30 tekem in dosegel en gol, v drugi slovenski ligi pa 94 tekem in dva gola. Let 2018 je odigral štiri tekme za slovensko reprezentanco do 21 let.